# Platja del Club Nàutic
La platja del Club Nàutic era una platja situada dins del port de l'Estartit, al municipi de Torroella de Montgrí (Baix Empordà). Tenia una longitud de 73 m i una amplada de 27 m, formada per sorres mitjanes i fines. Era utilitzada per l'Associació Nàutica Llevantina, gestora del sector de Garbí del port, per a deixar-hi embarcacions. El bany hi estava prohibit, per estar en zona portuària.
El 2009 l'Ajuntament de Torroella de Montgrí i Ports de la Generalitat van acordar construir una dàrsena en el lloc de la platja, resultant a la part superior una nova plaça pública de 2.100 m², anomenada plaça de la Llevantina, que ha esdevingut escenari de diverses celebracions del poble. A la plaça s'hi col·locà el monument a les gavines, de l'escultor Marc Alòs i Pla.